# Socovce
Socovce és un poble i municipi d'Eslovàquia que es troba a la regió de Žilina, al centre-nord del país. En documents històrics el poble es va esmentar per primera vegada l'any 1258. El municipi es troba a una altitud de 470 metres i cobreix una àrea de 5.108 km². Té una població d'unes 243 persones.

## Demografia
| Godina             | 1994 | 2004   | 2014   | 2024   |
| ------------------ | ---- | ------ | ------ | ------ |
| Nombre de persones | 230  | 243    | 245    | 227    |
| Diferència         |      | +5,65% | +0,82% | −7,34% |

| Godina             | 2023 | 2024   |
| ------------------ | ---- | ------ |
| Nombre de persones | 228  | 227    |
| Diferència         |      | −0,43% |